# Амалія Ізабелла Баварська
Амалія Баварська (нім. Amalie von Bayern), повне ім'я Амалія Ізабелла Марія Ґізела Маргарита (15 грудня 1921 — 28 березня 1985) — німецька шляхтянка з династії Віттельсбахів, донька принца Баварського Конрада та італійської принцеси Бони Маргарити Савойської, дружина графа Умберто Полетті-Ґалімберті.

## Біографія
Амалія з'явилась на світ 15 грудня 1921 року у Мюнхені. Вона була первістком в родині принца Баварського Конрада та його дружини Бони Маргарити Савойської. За кілька років в сім'ї народився син Євген.
У 27 роки вийшла заміж за свого однолітка Умберто Полетті. Весілля відбулося 25 серпня 1949 року в Лугано. За десять місяців в Бразилії Амалія народила їхнього єдиного сина, Карло Томмазо (нар.1950) — одружений з Лореданою Біффі, має одного сина.
У 1971 році титулярний король Італії Умберто II надав Умберто Полетті титул графа.
Померла Амалія 28 березня 1985 року в Мілані.